# Rivière Kinojévis
Pour les articles homonymes, voir Kinojévis.
La rivière Kinojévis, longue d'environ 140 km, prend sa source dans le lac Preissac, dans la ville de Rouyn-Noranda, dans la région administrative de Abitibi-Témiscamingue, au Québec, au Canada.

## Géographie

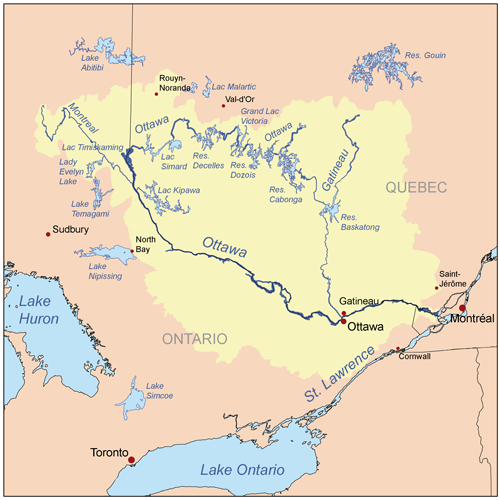
Carte du bassin versant de l'Outaouais.

Les bassins versants voisins de la rivière Kinojévis sont :
- côté nord : rivière Villemontel ;
- côté est : lac Preissac, rivière Harricana, rivière Serment, lac Vaudray ;
- côté sud : rivière Harricana ;
- côté ouest : lac Dufault, lac Dufresnoy.

Cours en aval du lac Preissac (segment de 75,4 km)
Longue de 127,5 km, la rivière Kinojévis prend sa source au fond d'une petite baie étroite au nord du lac Preissac, dans la municipalité de Preissac. De là, la rivière coule sur 8,9 km vers le nord, jusqu'à la décharge de la rivière Villemontel (venant de l'est). Puis la rivière coule sur 27,4 km vers l'ouest en recueillant les eaux du ruisseau du Carcajou (venant du nord) et en traversant les Rapides Flat et Burns, jusqu'à la décharge du lac Matissard (venant de l'ouest).
Puis, la rivière Kinojévis coule sur 8,0 km vers le sud-ouest en recueillant les eaux des ruisseaux Migneault, Dunn et Cloutier, jusqu'à la rivière Cléricy (venant du sud) laquelle se déverse en face de l'île Gilbert.
Puis, la rivière Kinojévis coule sur 5,8 km vers l'ouest en traversant les Rapides Clayhill et en recueillant les eaux plusieurs ruisseaux dont le ruisseau Migneault (venant du nord), Gaumon (venant du nord), Lachance (venant de l'est), Quirion (venant du nord) et Marcoux (venant du nord). De là, la rivière coule sur 5,3 km vers le sud et l'ouest, en recueillant les eaux du Crique Lacombe (venant de l'est), la rivière Dufresnoy (venant du nord-ouest) et le Crique à Popote ; ainsi qu'en traversant les Rapides Windfall près du village de Cléricy, jusqu'au ruisseau Pouliot (venant du nord).
De là, la rivière Kinojévis s'oriente vers le sud en coulant sur 16,3 km où elle recueille les eaux du ruisseau Régimbald (venant de l'ouest), de la décharge (venant du sud-est) du lac Dastret, de la décharge (venant de l'ouest) du lac de la Vase et de la décharge (venant de l'est) du lac Dupuis, jusqu'à la rive nord du lac Routhier (formé en croissant par un élargissement de la rivière) que le courant traverse sur 3,7 km (soit sa pleine longueur) vers le sud-ouest, puis le sud-est. Situé près du centre-ville de Rouyn-Noranda, le lac Routhier (altitude : 272 m) recueille les eaux de la rivière Dufault (venant du nord) et du cours d'eau Paquette (venant du sud-ouest).

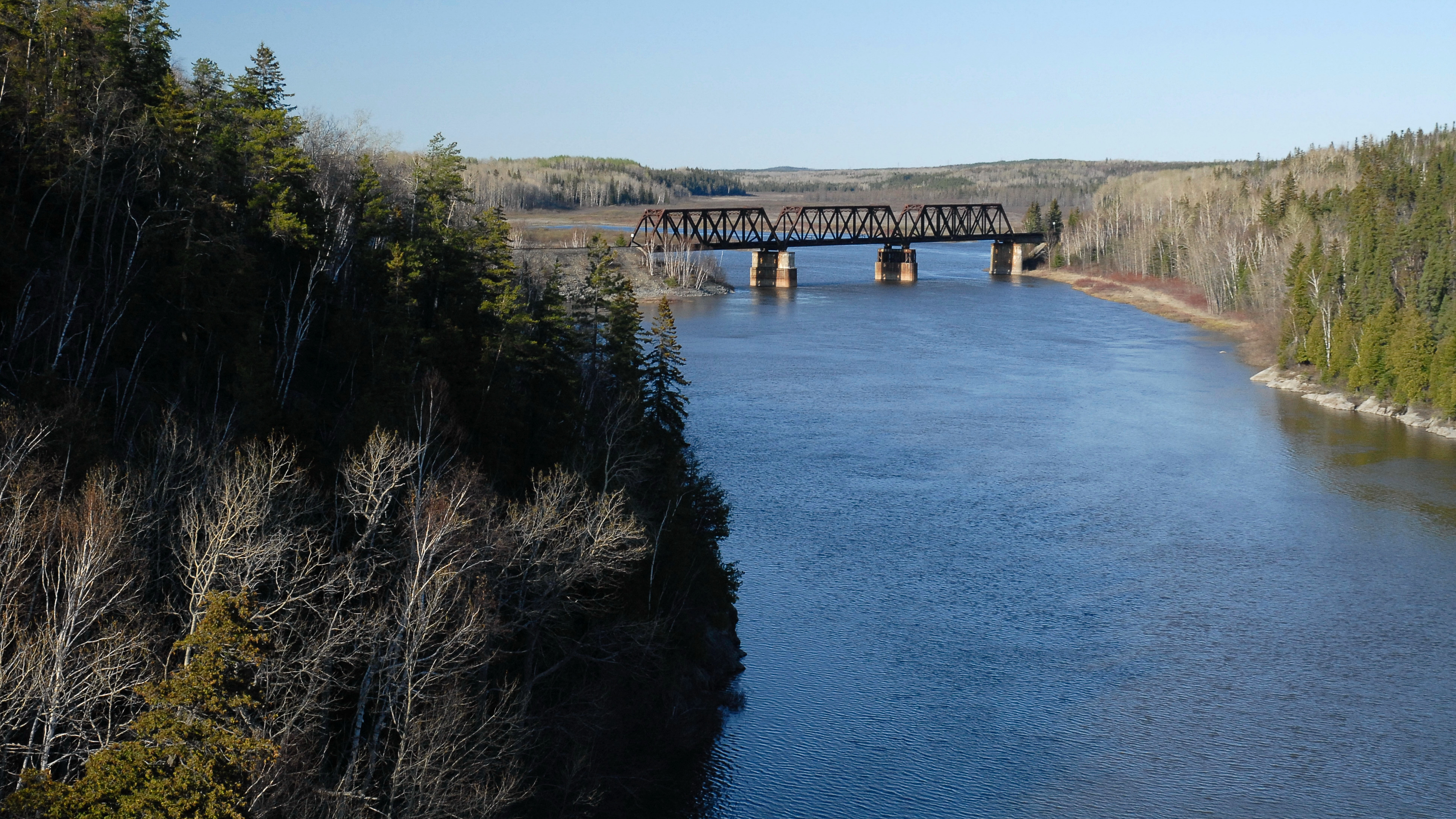
Pont ferroviaire au Quartier McWatters de Rouyn-Noranda

Cours en aval du lac Routhier (segment de 52,1 km)
À partir de l'embouchure (situé au sud-est) du lac Routhier, la rivière Kinojévis poursuit son cours sur 8,0 km vers l'est, jusqu'au ruisseau Davidson (venant du nord-est). Puis la rivière coule sur 4,1 km vers le sud-ouest jusqu'au lac Vallet (altitude : 272 m) que le courant traverse sur 1,2 km vers le sud. La rivière Kinojévis traverse le territoire de la ville de Rouyn-Noranda où elle s'élargit pour former les lacs Routhier, Vallet, Kinojévis et la baie Caron.
Puis le courant coule sur 4,8 km vers le sud en contournant La Grande Île jusqu'au lac Kinojévis (altitude : 272 m, formé par un élargissement de la rivière). Ce lac recueille les eaux du lac Bruyère et de la rivière Bellecombe, via la baie Richard. Le courant traverse le lac Kinojévis sur 8,8 km vers le sud-est, jusqu'au ruisseau Latour (venant du nord-est). Le lac Kinojévis a une longueur totale de 13,6 km en forme de L dont le sommet est orienté vers le sud ; elle recueille les eaux de la rivière Thiballier (venant de l'ouest, via la baie Caron) et du ruisseau Poison (venant du nord).
À partir du lac Kinojévis, la rivière coule sur 12,8 km en ligne droite vers le sud-est, en recueillant les eaux du ruisseau Latour (venant du nord-est) et du ruisseau Picard (venant du nord), puis sur 12,4 km vers le sud en recueillant les eaux de la décharge (venant de l'est) du Petit lac Gendron, de la rivière Serment (venant de l'est) et du lac à l'Eau Claire, jusqu'à son embouchure.
La rivière Kinojévis se déverse dans la rivière des Outaouais, en amont du lac Darlens et du lac Simard (Témiscamingue).

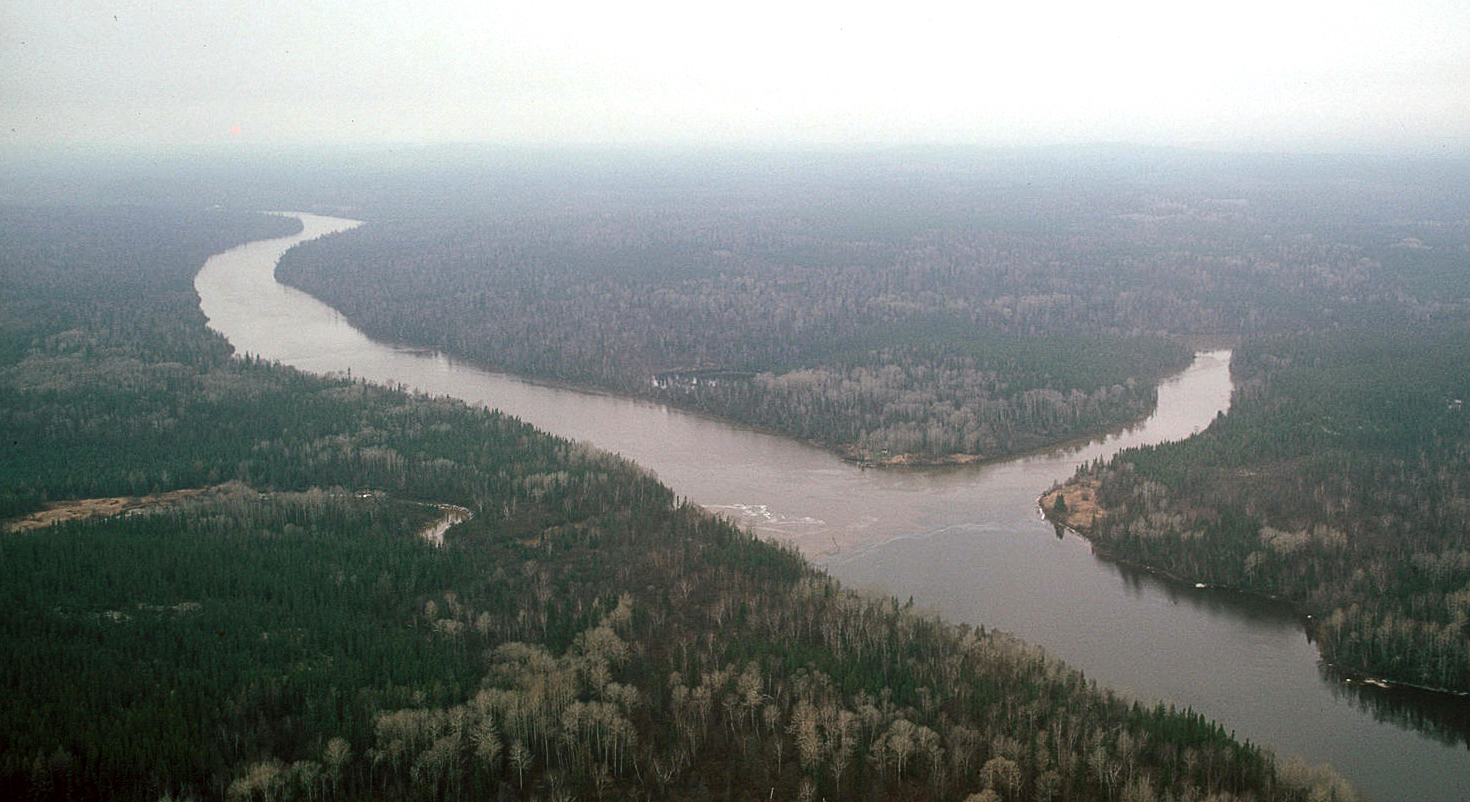
Jonction avec la rivière des Outaouais au Témiscamingue

## Histoire
Pendant des milliers d'années, la rivière Kinojévis servait de voie de communication aux Algonquins qui voyageaient entre les bassins des rivières Harricana et des Outaouais. Au début du XXe siècle, la rivière servit de voie de pénétration aux prospecteurs (tel Edmund Horne) qui y découvrirent les premiers gisements miniers dans les années 1920.
La rivière Kinojévis a également servi au flottage du bois en direction de la rivière des Outaouais et du lac Témiscamingue pour alimenter les usines de sciage et les papeteries du sud. Les opérations de flottage ont cessé en 1976 pour des raisons environnementales et touristiques.

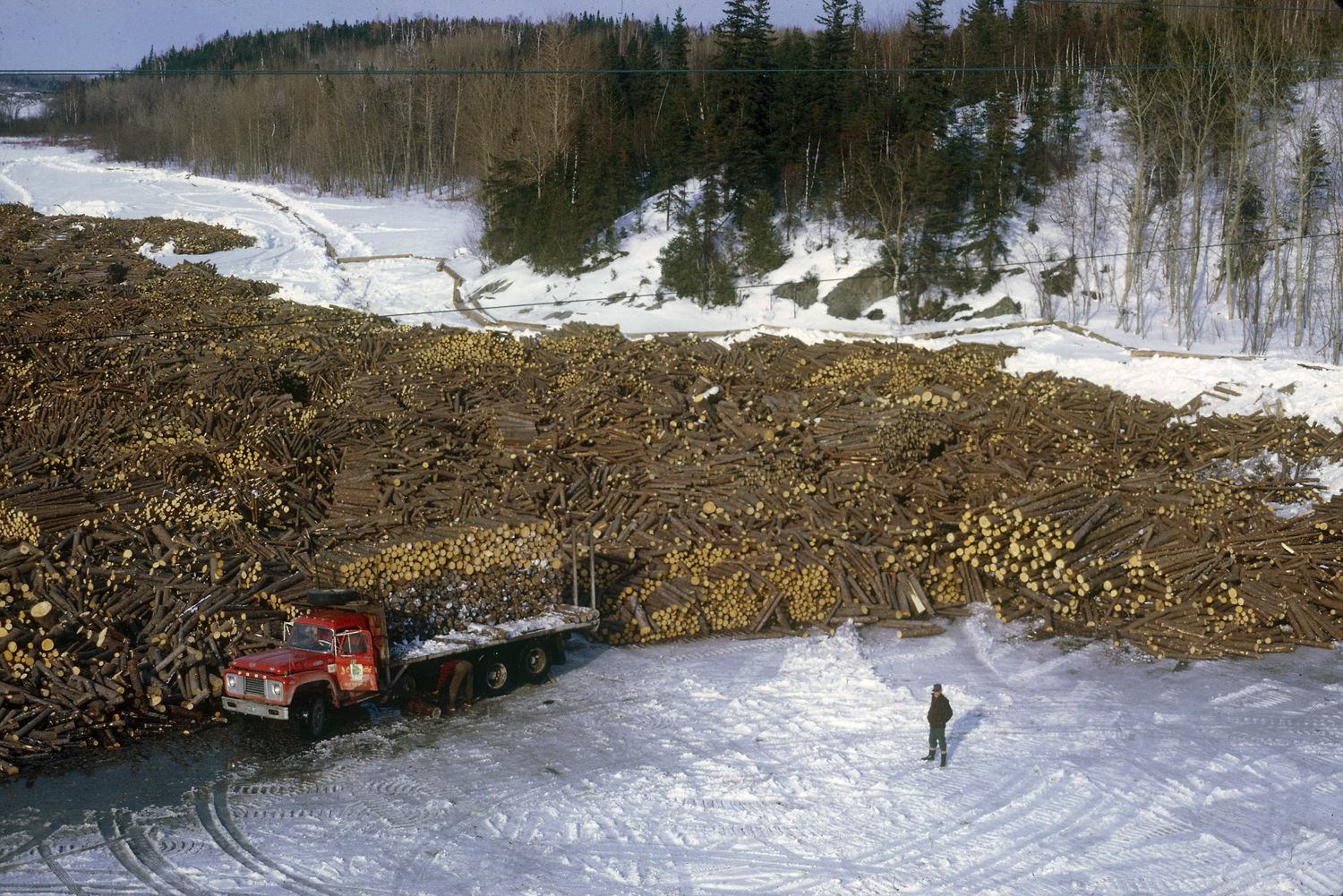
Dépôt des billots sur la surface glacée de la rivière à McWatters

## Toponymie
Kinojévis serait une déformation du mot algonquin 'kenogewich' signifiant mauvais brochet ; celui qu'on trouve dans les eaux de la rivière a en effet la réputation d'avoir très mauvais goût.
Le toponyme rivière Kinojévis a été officialisé le 5 décembre 1968 à la Banque des noms de lieux de la Commission de toponymie.

## Activités économiques ou Navigation ou Production hydroélectrique
Sur la rive orientale du cours d'eau, dans les cantons de Joannès et de Rouyn-Noranda, on retrouve la forêt d'enseignement et de recherche de la Kinojévis établie par le ministère des Forêts en mai 1993. C'est à la demande du cégep de l'Abitibi-Témiscamingue que cette forêt a été créée sur un territoire qui couvre 410 hectares.